# Barren Earth
Barren Earth ist eine Progressive-Death-Metal-Band, die Ende 2007 in Helsinki, Finnland, gegründet worden ist.

## Bandgeschichte

### Grundidee und Bandgründung
Der Bassist Olli-Pekka Laine, der ein Gründungsmitglied von Amorphis war, hatte diese aber 2000 wieder verlassen und nach anderen Bands gesucht, mit deren Musik er sich – im Gegensatz zu Amorphis – wieder verbunden fühlte. Dabei hatte er bei Chaosbreed den Schlagzeuger Marko Tarvonen kennengelernt, der seinerseits bereits bei der Band Moonsorrow erfolgreich war. Laine hatte viele neue Ideen für Songs, die er in einer neuen Band umsetzen wollte und hatte Tarvonen dazu bewegt, diese neue Band zusammen aufzubauen.
Laine und Tarvonen hatten bereits ungefähr 2005 zusammen mit dem zukünftigen Keyboarder Kasper Mårtenson bereits in einem Musikprojekt zusammengearbeitet, welches 'The Camel Gang' hieß.
Zusammen mit Mårtenson am Keyboard stieg auch Janne Perttilä als Gitarrist ein (Perttilä hatte bei Liveauftritten von Moonsorrow mitgewirkt). Nachdem die allgemeine Grundidee im späten 2006 entstand, kam es allerdings erst Ende 2007 zur Bandgründung.
Als die ersten Songpläne bereits bestanden, fehlte immer noch ein Lead-Gitarrist, der dann aber mit Sami Yli-Sirniö von Kreator gefunden wurde. Als man sich 2008 im Studio zur Aufnahme der ersten vier Songs befand, konnte noch Mikko Kotamäki von Swallow the Sun als Sänger gewonnen werden.

### Vertrag und Aufnahme
Nachdem ein Vertrag mit Peaceville Records unterzeichnet wurde, kam es im Jahr 2009 dann endlich in den Seawolf Studios, Helsinki mit Jukka Varmo zu den ersten Aufnahmen für das erste Album. Weitere Aufnahmen wurden dann verlegt in das Jive Studio. Dan Swanö (Opeth/Katatonia) von den Unisound Studios übernahm das Abmischen und Audio-Mastering.

### Debüt
Das Debütalbum sollte Anfang 2010 erhältlich sein. Bereits im November 2009 kam schon eine EP namens Our Twilight mit vier Titeln heraus, die bis auf eines der Lieder nicht auf dem Album erschienen. Kurz darauf hatte Barren Earth auch schon ihren Debüt Gig im Dante’s Highlight in der Heimatstadt der Band. Ungefähr zu der Zeit wurde der Titel Curse of the Red River für das erste Album ausgesucht.
Das Artwork wurde von Travis Smith erstellt, der ebenfalls bereits für Opeth und Katatonia arbeitete.

### Tournee und Weiteres
Gegen Mitte/Ende 2010 wurde eine Tournee geplant auf der sie hauptsächlich in den USA und Kanada, aber unter anderem auch in Deutschland auf dem Summerbreeze Festival spielten.
Da alle Mitglieder aus bestehenden, bekannten Bands hervorgehen, kann Barren Earth auch als Supergroup bezeichnet werden.
Am 31. Mai 2011 wurde auf der Barren Earth Homepage bekannt gegeben, dass sich die Band in Helsinki wieder mal mit Jukka Varmo im Studio befinden. Diesmal werden die Aufnahmen im Sonic Pump Studio gemacht und gemixt wird es wieder mal von Dan Swanö, der selbst in Bands wie Edge of Sanity oder Katatonia spielte. Über Peaceville Records soll das 2. Barren Earth Album im Herbst 2011 veröffentlicht werden. Das Cover-Artwork wird diesmal allerdings von Paul Romano gestaltet, der schon für Mastodon, Hate Eternal, The Red Chord und Trivium gearbeitet hat.

## Musikstil
Das Genre kann allgemein als Progressiver Death Metal bezeichnet werden. Die Band selbst beschreibt es als Mischung von modernem und traditionellem Death Metal mit Einflüssen vom Progressive Rock und Folk der 70er. Als Einfluss lassen sich Bands aufzählen wie Paradise Lost, Opeth, Pink Floyd, Jethro Tull und auch einige Pioniere des finnischen Progressive Rock.
Natürlich sind auch Einflüsse der Bands zu hören, aus denen die Bandmitglieder stammen.

## Diskografie

### Alben
- 2010: Curse of the Red River (Peaceville Records)
- 2012: The Devil's Resolve (Peaceville Records)
- 2015: On Lonely Towers (Peaceville Records)
- 2018: A Complex of Cages (Century Media Records)

### EPs
- 2009: Our Twilight (Peaceville Records)

### Singles
- 2018: Further Down
- 2018: Withdrawal
- 2018: The Ruby

### Musikvideos
- 2010: The Leer (Owe Lingvall)
- 2012: The Rains Begin
- 2015: Set Alight
- 2018: Withdrawal
- 2018: The Ruby